# Häveltjärnen
Häveltjärnen är en sjö i Mora kommun i Dalarna och ingår i Dalälvens huvudavrinningsområde. Sjön har en area på 0,0557 kvadratkilometer och ligger 332,7 meter över havet. Vid provfiske har abborre fångats i sjön.

## Delavrinningsområde
Häveltjärnen ingår i det delavrinningsområde (675687-139417) som SMHI kallar för Mynnar i Vasseln. Medelhöjden är 368 meter över havet och ytan är 4,01 kvadratkilometer. Det finns inga avrinningsområden uppströms utan avrinningsområdet är högsta punkten. Gettjärnbäcken som avvattnar avrinningsområdet har biflödesordning 6, vilket innebär att vattnet flödar genom totalt 6 vattendrag innan det når havet efter 384 kilometer. Avrinningsområdet består mestadels av skog (78 procent) och sankmarker (19 procent). Avrinningsområdet har 0,06 kvadratkilometer vattenytor vilket ger det en sjöprocent på 1,4 procent.